# Йохан Майнхард VII (Горица)
Йохан Майнхард VII фон Гьорц и Кирхберг (на немски: Johann Meinhard VII von Görz und Kirchberg; * 1378/1380; † 22 май 1430) от род Майнхардини, е граф на Кирхберг и пфалцграф в Каринтия.

## Живот
Той е вторият син на граф Майнхард VI от Горица († 1385) и втората му съпруга Утехилд фон Меч, дъщеря на фогт Улрих IV фон Меч.
По-големият му брат Хайнрих VI (1376 – 1454) наследява през 1385 г. баща им като граф на Горица. Йохан Майнхард VII получава от наследството на майка му Графство Кирхберг (в Баден-Вюртемберг). Освен това той получава службата пфалцграф в Каринтия.
През 1404 г. Йохан Майнхард VII се жени за принцеса Магдалена Баварска (1388 – 1410), най-малката дъщеря на Фридрих Мъдрия, херцог на Бавария-Ландсхут, и втората му съпруга Мадалена Висконти. Нейната зестра са 25 000 гулдена. Бракът е бездетен.
Той се жени втори път през 1422 г. за Агнес фон Петау-Вурмберг († 1451), дъщеря на граф Бернхард фон Петау-Фридау († 1420) и Вилибирг фон Майдбург. Бракът е бездетен.
В графството Кирхберг е последван от брат му Хайнрих VI.
Вдовицата му Агнес се омъжва 1432 г. за Леутолд фон Щубенберг-Вурмберг († 1468/1469)